# فقط آقا مهدی می‌تونه
فقط آقا مهدی می‌تونه فیلمی به کارگردانی رضا صفایی و نویسندگی حبیب اله کسمایی محصول سال ۱۳۵۶ است.

## خلاصه داستان
پری و دوستش مهین به دستور جلال سر راه مهدی و دوستانش نعمت و قوچ علی قرار می‌گیرند تا زندگی زناشویی او را از هم بپاشند. جلال، که کارگر مهدی بوده، با صدور چک جعلی به اسم مهدی و با شکایت او به زندان افتاده‌است. جلال، پس از آزادی از زندان، فرشته، همسر مهدی، را از رابطهٔ شوهرش با پری مطلع می‌کند، و فرشته به قهر خانهٔ مهدی را ترک می‌کند. پری به مهدی علاقمند می‌شود، و به رغم چک و سفته‌هایی که نزد جلال دارد از ادامهٔ همکاری با جلال سرباز می‌زند، و با شکایت او به زندان می‌افتد. مهدی با پرداخت بدهی‌های پری به جلال باعث آزادی پری می‌شود. او به رغم اطلاع از نقشهٔ جلال و پری به پری ابراز علاقه می‌کند؛ اما پری مهدی را از خود می‌راند و به کمک نعمت با فرشته تماس می‌گیرد و او را، که پس از سال‌ها آبستن شده، تشویق می‌کند که به خانهٔ شوهرش بازگردد.

## بازیگران
- یداله شیراندامی
- شهلا یوسفی
- علی میری
- علی زاهدی
- پروین سلیمانی
- کریم قاجار
- عندلیب
- پروین ناظری
- علی کنگرلو
- رعنا صفوی
- جلال موسوی
- شهلا قهرمانی
- غلام